# Ayacucho Fútbol Club
O Ayacucho Fútbol Club é um clube de futebol do Peru fundado em 5 de agosto de 2008 (como "Inti Gas Deportes") localizado em Huamanga, na região de Ayacucho, no entanto a sua casa atual está em Ica.

## História
O Clube Inti Gas Deportes Ayacucho foi fundado em 9 de agosto de 2008 após adquirir a categoria Segunda Divisão do clube olímpico Somos Perú, participante da Segunda Divisão desde 2000, equipe que em 2007 passou a se chamar Loreto FC.
No entanto, os torcedores do então time da selva nunca se identificaram com o clube e sua liderança procurou alguém interessado em assumir para 2008, aparecendo assim em cena o empresário de Ayacucho Rofilio Neyra, dono da empresa Inti Gas, que adquiriu a categoria desde maio de 2008, dando origem ao Clube Inti Gas Deportes Ayacucho com sede na cidade de Huamanga, e que participaria diretamente da Segunda Divisão, mas cuja fundação formal ocorreu em 9 de agosto de 2008 com o campeonato já em andamento.
No entanto, como o La Peña Sporting Club Cooperativa de Ahorro y Credito Santa María Magdalena já jogava em casa nesta cidade, Inti Gas acabou jogando em casa primeiro em Lima e depois em Ica. 
No mesmo ano de sua fundação, disputou a Segunda Divisão Peruana de 2008 e jogaria no estádio Picasso Peratta em Ica. O treinador foi o colombiano Edgar Ospina. No último dia do torneio, o clube tinha 50 pontos e seu rival mais próximo, Total Clean, 49. O último jogo foi contra o rival direto e foi disputado em Arequipa e o Total Clean venceu por 2 a 1 e manteve o campeonato.

## Mudança de nome
Ao final de 2014, especificamente em 17 de dezembro, seu presidente Rolando Bellido anunciou oficialmente que a partir de 5 de janeiro de 2015 o Club Inti Gas Deportes mudaria de nome para Ayacucho Fútbol Club com a intenção de identificar mais ao clube com a região de origem, Ayacucho.

## Competições internacionais
O Ayacucho garantiu a classificação para a Copa Libertadores da América de 2021 após ter alcançado as semifinais do Campeonato Peruano de Futebol de 2020, onde seria eliminado pelo Sporting Cristal (campeão do campeonato). Graças a esse desempenho, a equipe garantiu uma vaga na fase 2 do torneio, onde foi eliminada pelo Grêmio com 2 derrotas: 6x1 fora e 2x1 em casa. Essa foi a primeira participação na história da equipe de Huamanga no certame sul-americano.

Além da participação na Copa Libertadores, o clube disputou as edições de 2012, 2013 e 2014 da Copa Sul-Americana, ainda com o nome de Inti Gas.